# Гарнизонное сельское поселение
Гарнизо́нное сельское поселение — муниципальное образование в Прионежском районе Республики Карелия Российской Федерации.
Административный центр — посёлок Чална-1.

## Границы сельского поселения
Территория Гарнизонного сельского поселения граничит (является смежной) с территориями Шуйского сельского поселения, Чалнинского сельского поселения.

## Население
| 2009  | 2010  | 2012  | 2013  | 2014  | 2015  | 2016  |
| ----- | ----- | ----- | ----- | ----- | ----- | ----- |
| 1942  | ↘1868 | ↘1865 | ↘1815 | ↗1819 | ↗1852 | ↘1845 |
| 2017  | 2018  | 2019  | 2020  | 2021  | 2023  |       |
| ↗1879 | ↘1824 | ↘1780 | ↘1751 | ↘1142 | ↘1113 |       |

## Населённые пункты
В сельское поселение входят 2 населённых пункта:
| № | Населённый пункт | Тип населённого пункта | Население |
| - | ---------------- | ---------------------- | --------- |
| 1 | Порожек          | деревня                | ↘1        |
| 2 | Чална-1          | посёлок                | ↘1814     |